# Saison 6 de The L Word
Chronologie
Saison 5
La sixième et dernière saison de The L Word a été diffusée sur la chaîne de télévision Showtime et compte 8 épisodes.

## Épisodes

### Épisode 1:Long Night's Journey Into Day
- États-Unis : 18 janvier 2009

- Lucy Lawless (Sgt. Marybeth Duffy)
- Guinevere Turner (Gabby Deveaux)
- Michele Goyns (Leah)
- Katie Messina (ER Nurse)
- Maya Washington (Club Girl)
- Leah Beckingham (Summer Adams)
- Jason Benson (Police Officer)
- Sean Tyson (Detective Sean Holden)

### Épisode 2:L'Inattendu
- États-Unis : 25 janvier 2009

- Elizabeth Berkley (Kelly Wentworth)
- Kalyn Miles (Karo Myer)
- Kirby Morrow (Randy Griff)
- Gabrielle Rose (Carol)
- Gina Chiarelli (Dr. Mandy)
- Melanie Blackwell (Receptionist)
- Tanja Reichert (Entourage Friend #1)
- Bethany Brown (Entourage Friend #2)
- Kevin Lorage (Art Patron #1)
- Dwight Koss (Art Patron #2)
- Agam Darshi (serveuse)
- Jayme Desjardins (Entourage Friend)

### Épisode 3:LOL
- États-Unis : 1er février 2009

- Jacqueline Samuda (Saundra Houston)
- Brenda Campbell (Mary Lamm)
- Irene Karas (Jill Lion)
- Katie Stuart (Marie)
- Alexandra Kondracke (Alex)
- Angela Robinson (Angela)
- Karen Kruper (Lorraine)
- Conor Roche (Bartender)
- Jessica Erwin (Tina's Assistant)
- Agam Darshi (serveuse)
- Tracy Spiridakos (Pretty Young Woman)

### Épisode 4:La Livreuse
Bette et Tina se rendent de le Nevada afin de rencontrer une mère potentielle pour leur futur bébé malheureusement, les choses ne se passent pas comme elles le souhaiteraient. Parallèlement, Bette dîne avec une ancienne amie qui pourrait bien déboucher sur un emploi. Dylan, fraîchement de retour à L.A., fait tout pour reconquérir Héléna. De son côté, Max n'arrive toujours pas à se faire à sa grossesse et au changement de son corps.
- États-Unis : 8 février 2009

- Elizabeth Berkley (Kelly Wentworth)
- Miriam Smith (Lamaze Instructor)
- V.J. Delos-Reyes (Taxi Stand Supervisor)
- Katharine Isabelle (Marci Salvatore)
- Jenn Griffin (Kathy)
- Brent Stait (Bon)
- Alain Chanoine (Hunky Guy)
- Seyhan Demir (Dance Patron)
- Tom MacNeill (Dance Patron)

### Épisode 5:Liguées pour la vérité
- États-Unis : 15 février 2009

- Elizabeth Berkley (Kelly Wentworth)
- Dylan Neal (Caleb Cooper)
- Jayme Desjardins (Entourage Friend)

### Épisode 6:Lactose intolérant
- États-Unis : 22 février 2009

- Elizabeth Berkley (Kelly Wentworth)
- Tanja Dixon-Warren (Weezie)
- Anwar Hasan (Bus Boy)
- Brett Le Bourveau (Gallery Patron)
- Rukiya Bernard (Babysitter)
- Dylan Neal (Caleb Cooper)

### Épisode 7:Lauréates
- États-Unis : 1er mars 2009

- Katie Stuart (Marie)
- Morris Chapdelaine (Judge)
- Leigh Lee (Beth Gill)
- Bethany Brown (Nikki Crew #1)
- Wanda Ayala (Woman in Bathroom)
- Alex Pesusich (Choreographer)
- Kelsey Chace (Dancer #1)
- Brett Owen (Dancer #2)
- Natasha Gorrie (Jamie's Kids)
- Taylor James (Jamie's Kids)
- Moses Layco (Jamie's Kids)
- Jennifer Oleksiuk (Jamie's Kids)
- Natasha Powell (Jamie's Kids)
- Kimberly Sato (Jamie's Kids)
- Matt Ward (Jamie's Kids)
- Jonathan 'JoJo' Zolina (Jamie's Kids)
- Jayme Desjardins (Entourage Friend #1)
- Megan Angeles (Alicia- Dancer 4)
- Sammie Broomhall (Dancer)
- Tom MacNeill (Dance Patron #35)

### Épisode 8:Last Word
- États-Unis : 8 mars 2009

- Lucy Lawless (Sgt. Marybeth Duffy)
- Sarah Dubrovsky (Molly's Girlfriend)
- Sean Tyson (Detective Sean Holden)
- Jason Benson (Officer #1)
- Rufus Dorsey (Officer #2)
- Wayne Bernard (Curt)
- Robert Quinnel (Salesperson)